# Foot Ball Club Melgar
Foot Ball Club Melgar é um clube de futebol da cidade de Arequipa, no Peru. Foi fundado no dia 25 de março de 1915, manda seus jogos no Estádio Monumental da UNSA com capacidade de 40.370 pessoas. Atualmente disputa a primeira divisão do Campeonato Peruano.
Com 8 participações na Copa Libertadores da América, possui uma grande torcida regional.
Na tabela histórica do futebol peruano está em quarto lugar graças às boas campanhas que realizou na Primeira Divisão, com dois títulos profissionais em 1981 e 2015; e dois sub-campeonatos obtidos em 1983 e 2016. Tornando-se assim o primeiro clube do interior do país (fora de Lima) a ser campeão Nacional.
Entre os clubes fora de Lima, o FBC Melgar é o clube que possui o maior número de jogadores nascidos na terra natal do clube, o Departamento de Arequipa. Fato que se mostra nos campi campeões (1971-1981), compostos majoritariamente por arequipeños.

## História

### Fundação do clube
A FBC Melgar foi fundado em 25 de março de 1915, por iniciativa de um grupo de jovens de Arequipa reunidos no então Parque Bolognesi, hoje Parque Duhamel.
Nesse dia se encontraram os Srs. Lino Linares, Edilberto Gallegos, José Giraldez, Víctor Ballón, Genaro Ortiz, Luis Chacaltana, Ángel García, Ricardo López, Pedro Grados, Domingo Guillén, Fanastino Carpio, Carlos Black, Benjamín Vergaray, Mariano Laguna, Octavio Huerta, Juan de la Vega, e outros e decidiu criar a "Juventude Melgar" em homenagem ao centenário do sacrifício de Mariano Melgar (meses depois, em junho do mesmo ano mudaria seu nome para o atual) para o prática do futebol. Que teve como primeira etapa o histórico canchón de Santa Marta, convertido primeiro em prisão central para homens e hoje em Palácio da Justiça (Superior Tribunal de Justiça).
A Juventud Melgar iniciou a etapa desportiva em que o entusiasmo transbordante dos seus fundadores se misturou com a prática do mesmo. Pouco tempo depois, ligando o nome de Melgar ao esporte, surgiu o segundo jogo de batismo "FBC Melgar", assim como ficou conhecido, da mesma forma que a história lhe pouparia um lugar no futebol peruano simplesmente como "Melgar". O clube tomou seu nome como uma homenagem a essa juventude, ao seu sacrifício patriótico e ensinamento para a posteridade. Deixando o nome de Mariano esquecido e substituindo-o desportivamente pelo Foot Ball Club, apenas o apelido foi nomeado como canção desportiva e cívica às virtudes e ensinamentos do poeta, que se projecta na história através do apelido de Melgar.

### Primeiro triunfo internacional (1931)
Em novembro de 1931, o clube boliviano Bolívar visitou Arequipa para realizar uma série de amistosos contra times da cidade e do porto vizinho de Mollendo. O clube rubro-negro seria o segundo clube a enfrentar o Bolívar e, em uma tarde brilhante de domingo, 29 de novembro, alcançaria sua primeira vitória internacional ao derrotar o time de La Paz com um retumbante 4 a 1 no antigo Estádio Melgar. Os gols foram marcados por Gallegos com um hat-trick e Franco, com Alborta marcando para os bolivianos. Este valioso triunfo se tornaria o primeiro que ele obteve o dominó sobre um rival internacional.

### Campeão da Copa Peru - Subida (1971)
Em 8 de maio de 1971, Melgar precisava apenas de um empate ou uma vitória para ganhar a Copa Peru e se tornar o primeiro time de Arequipeño a ganhá-la. Foi a quinta edição deste torneio nacional. Enfrentaram o Colégio Nacional de Iquitos, tudo foi difícil quando o clube de Iquite avançou no placar aos 45 minutos do primeiro tempo, mas Melgar conseguiu o empate aos 43 minutos do segundo tempo com um gol de Luis Ponce Arroé; e com esse objetivo, a Copa Peru foi para o clube de Melgar e para a cidade de Arequipa, conseguindo assim sua promoção à Primeira Divisão Peruana, da qual se mantém até hoje.

### Campeão da Primeira Divisão (1981)
No ano de 1981 após um excelente campeonato da equipe de Arequipa, deixando a caminho grandes equipes como Alianza Lima e Universitario.
Na partida contra o Alianza Lima, em 1981, partida chave para a conquista do título, o time rubro-negro venceu com gol de Genaro Neyra e gol contra. No segundo tempo, o time azul e branco marcou um gol de Freddy Ravello, mas Ernesto "bode" Neyra com um chute no bloco decretou o 3 a 1 final.
A partida final foi contra o Sporting Cristal, que naquele ano fez uma campanha ruim, mas se vencesse naquele dia os Melgarianos teriam que ir para uma disputa pelo título contra o Universitario, já que os cremes venceram seus semelhantes do Unión Huaral por 3 a 1. O vermelho e o preto só precisavam de um empate para ganhar a coroa. A partida aconteceu no Estádio Nacional de Lima diante de 33.948 espectadores, que esperavam uma vitória dos Rimenses, mas a partida terminou empatada em 1 a 1. Com isso, o título foi para Arequipa, tornando-se assim o primeiro time do altiplano peruano a ser campeão da Primeira Divisão do Peru, e também foi sua primeira classificação para a Copa Libertadores da América.

### Vice-campeão (1983)
Em 1983, o campeonato contava com 17 equipes e era disputado em duas rodadas, uma indo e outra voltando. Ao final do campeonato, os 6 melhores times se classificaram para uma final de campeonato onde sairiam o campeão e o vice-campeão, e assim os dois se classificaram para a Copa Libertadores de 1984. Melgar terminou o campeonato descentralizado com 44 pontos, depois do campeonato terminou com 8 pontos e obteve o vice-campeonato e a passagem para a Copa Libertadores de 1984.

### Campeão nacional no seu centenário (2015)
Apesar de em 2014 Melgar ter terminado em primeiro lugar no agregado, devido à organização do torneio o clube mal conseguiu se classificar para o Campeonato Sul-Americano, isso não desencorajou nem a liderança nem os torcedores.
Para o ano do Centenário (2015) foi feito um investimento maior, depois de alguns amistosos em Majes e contra seu clássico rival Cienciano, o time rubro-negro apareceu diante de seus torcedores na Noite Vermelha e Preta enfrentando o colombiano Independiente Santa Fe (que mais tarde seria coroado campeão da Copa Sul-Americana), depois disso não teve uma boa estreia no Torneo del Inca, apesar do time ser muito regular em casa, vencendo todos os rivais, a ineficácia de parte do o atacante cobrou seu preço nas partidas visitantes terminando a taça em terceiro lugar na fase de grupos e, consequentemente, ficando de fora da final.
Para o Torneio Apertura a equipe conseguiu corrigir algumas de suas deficiências, porém três empates em casa acabaram relegando a equipe ao segundo lugar no campeonato, apenas um ponto atrás do vencedor da abertura do Sporting Cristal, somado à eliminação antecipada do Copa Sul-Americana, colocou em risco o objetivo de se tornar campeão no ano do centenário.
A última oportunidade foi o Torneio de Encerramento onde depois de um início irregular cedendo pontos em Huancayo e Lima; o regresso de Bernardo Cuesta, que seria decisivo no final do ano, reforçou a equipa na liderança ao encadear uma sequência de 11 jogos sem perder. Conseguindo forçar uma partida extra contra o Real Garcilaso, que derrotou nos pênaltis, alcançando assim o Torneio de Encerramento e apurando-se para o play-off.

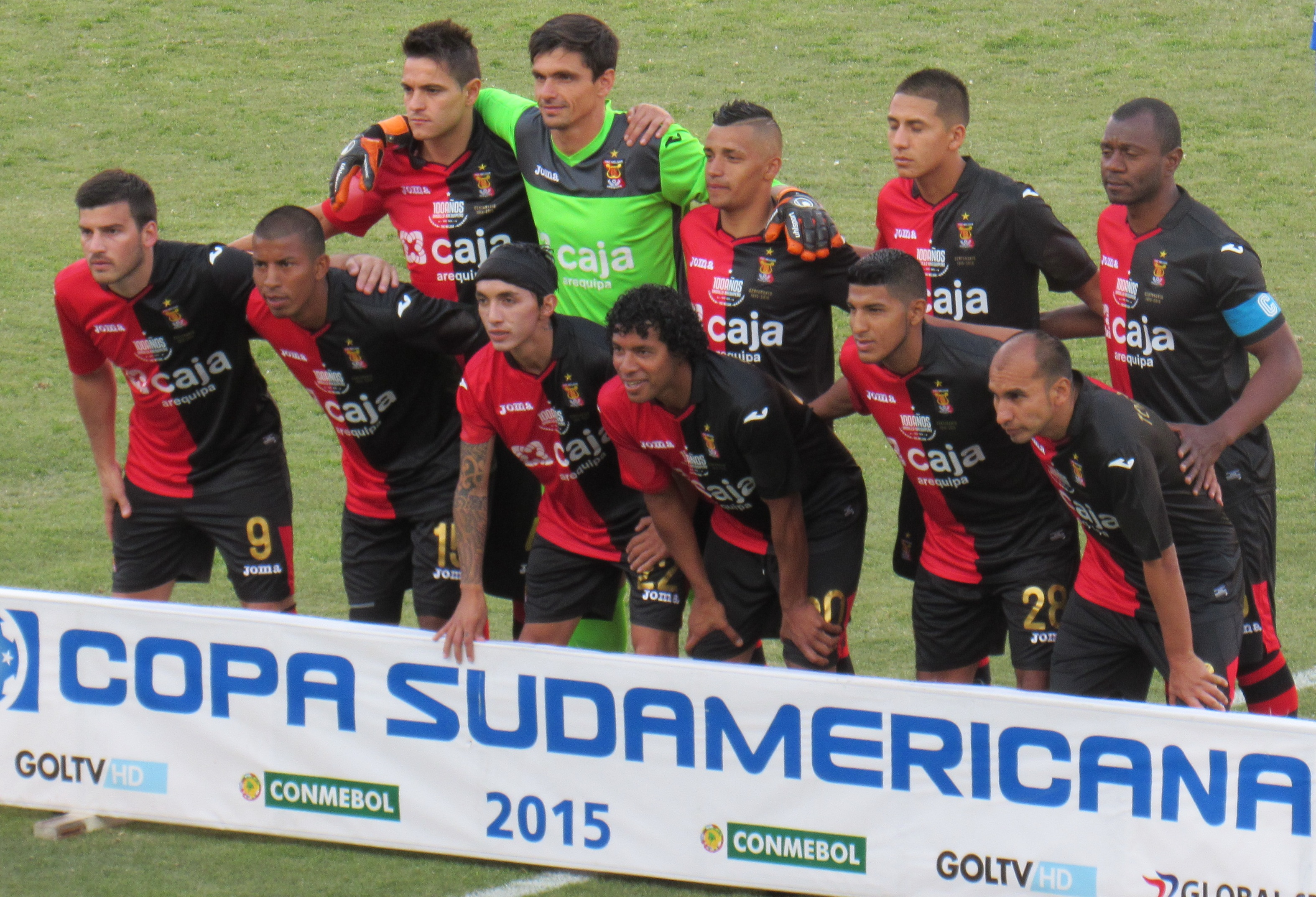
Melgar em 2015, ano em que foi campeão do torneio peruano pela segunda vez em sua história

Já no play-off, o time se cruzou com o elenco de Cusco, que venceu nos dois jogos, chegando à final novamente após 34 anos. O rival na final foi, mais uma vez, o Sporting Cristal de Lima com o qual empatou na capital. Na segunda mão, disputada em Arequipa perante mais de 30.000 espectadores, a equipa rubro-negra voltou a sagrar-se campeã nacional com um golo de Bernardo Cuesta na final em casa e perante os seus adeptos.

### Vice-campeão nacional (2016)
A pré-temporada começou em janeiro, com amistosos contra a Escuela Municipal Deportivo Binacional, depois La Noche Rojinegra aconteceu contra o Universitario, empatando 0-0.
Em fevereiro, Melgar conquistou 2 vitórias e 1 derrota no início do Torneio Apertura, quando faria seu retorno à Libertadores, onde integrou o grupo 5, enfrentando Atlético Mineiro do Brasil, Colo-Colo do Chile e Independiente del Valle do Equador. A estreia foi em casa contra o Atlético Mineiro, perdendo por 2 a 1 após estar em vantagem no placar com gol de Omar Fernández. Depois disso, enfrentou uma retração nas duas frentes, já que somou 11 jogos sem vencer. Melgar fechou a fase de grupos com 0 pontos, depois de terminar sua participação na Libertadores, ficou em 15º lugar no torneio nacional, na zona de rebaixamento. Apesar disso, Melgar voltou a reunir-se com vitórias e acabaria por fechar o Torneio de Abertura na quinta posição.
Melgar continuó jugando consistentemente bien, terminando tercero en el Clausura. El joven Sebastián Bravo y el experimentado defensa nacional Alberto Rodríguez fueron los refuerzos para afrontar el tramo final de la temporada. Nas semifinais enfrentaram o Universitario, Melgar venceu a série por 4-3, acedendo assim à final nacional pelo segundo ano consecutivo.
O rival na final foi o Sporting Cristal, o jogo de ida terminou empatado em 1 a 1. Sete dias depois, a segunda mão foi disputada em Lima, o jogo terminou 0-0, o que significou o título para o Sporting Cristal (naquele ano, os gols de visitantes foram o critério de desempate em caso de igualdade). Melgar terminaria como vice-campeão e se classificaria para a fase de grupos da Copa Libertadores de 2017.

### Vencedor do Torneio de Verão (2017)
Quando a temporada de 2017 começou, alguns jogadores deixaram a equipe, com destaque para a saída de Bernardo Cuesta para Junior de Barranquilla. Naquele ano, foram contratados jogadores com longa trajetória no futebol nacional, entre eles o goleiro Diego Penny, que mais tarde se tornou um dos capitães do time, além do único contratado estrangeiro e o mais destacado daquele ano, Emanuel Herrera.
A temporada começaria o ano com o Torneio de Verão, onde se classificou no grupo A. Melgar venceu o grupo e foi para a final depois de lutar palmo a palmo com Sport Rosario e Sporting Cristal. O UTC foi o rival dessa final que seria disputada em dois jogos. Melgar venceu a primeira partida por 1-0 com um gol de Omar Fernández. No jogo de volta em Cajamarca, o UTC venceu por 2 a 0 no final do primeiro tempo. Aos 90 minutos, Emanuel Herrera empatou a série. Apesar de liderar a série em gols fora de casa, houve prorrogação devido às constantes mudanças de regras no torneio peruano. Não houve gols na prorrogação, então tudo foi decidido nos pênaltis. Melgar venceu a rodada por 4 a 3 apesar de ter começado perdendo, consagrando-se assim como o vencedor do Torneio de Verão e garantindo uma vaga na Copa Libertadores de 2018.
Ao mesmo tempo em que o Torneio de Verão estava sendo disputado, estava sendo disputada a fase de grupos da Copa Libertadores. Ele fez parte do grupo 3 junto com River Plate da Argentina, Emelec do Equador e Independiente Medellín da Colômbia. Melgar estreou-se ao bater o Emelec por 1-0 com um golo de Luis García. A próxima data foi contra o River no Monumental de Núñez, Melgar caiu 4-2 apesar de começar a vencer. Depois perdeu por 2 a 0 fora e por 1 a 2 em casa contra o DIM, perdeu por 2 a 3 em casa contra o River e acabou perdendo por 3 a 0 fora contra o Emelec. Melgar fechou sua participação com 3 pontos e na última posição.
Após quatro anos, Juan Reynoso dirigiu sua última partida com a equipe durante o Torneio Clausura, o motivo de sua saída foi por motivos familiares. Substituindo Reynoso, chegou Enrique Meza, o time subiu de posição e terminou em terceiro lugar, o que permitiu a classificação para a Copa Libertadores de 2018. No início de 2018, o futebolista belga Yahya Boumediene chegou ao clube, tornando-se o primeiro jogador europeu a vestir a camisa do time.

### Semifinal do campeonato peruano (2018)
Melgar começou 2018 com sua partida contra o Santiago Wanderers do Chile pela Copa Libertadores. A primeira partida disputada em Valparaíso terminou empatada em 1 a 1. No segundo jogo, Melgar perdeu por 1-0, com o qual foi eliminado. Depois de um mau início de temporada na Copa Libertadores e não conseguindo cumprir os objetivos no Campeonato Peruano, o técnico Meza pediu demissão e o colombiano Hernán Torres chegou em seu lugar. Durante o Torneo Apertura, o Melgar apresentou um jogo irregular, em casa conquistou 17 dos 21 pontos possíveis, enquanto fora de casa mal conseguiu 7 pontos dos 24 possíveis, com os quais terminou na sexta posição. Na última jornada do Torneo Apertura, frente ao San Martín, Ysrael Zúñiga fez o seu último jogo com a camisola do clube, marcando o primeiro golo da vitória por 3-2.

## Títulos
| Nacionais | Nacionais                      | Nacionais | Nacionais                |
|           | Competição                     | Títulos   | Temporadas               |
| --------- | ------------------------------ | --------- | ------------------------ |
|           | Campeonato Peruano             | 2         | 1981 e 2015              |
|           | Copa Peru                      | 1         | 1971                     |
|           | Torneo Apertura                | 1         | 2022                     |
|           | Torneo Clausura                | 2         | 2015 e 2018              |
|           | Torneo de Verano               | 1         | 2017                     |
| Regionais |                                |           |                          |
|           | Competição                     | Títulos   | Temporadas               |
|           | Liga Departamental de Arequipa | 4         | 1967, 1968, 1969 e 1970  |
|           | TOTAL:                         | 11        | 7 nacionais; 4 regionais |

## Participações
|  | Participações em 2023 |

| Competição                   | Temporadas | Anos                                           |
| Copa Libertadores da América | 8          | 1982, 1984, 2016, 2017, 2018, 2019, 2023, 2024 |
| Copa Sul-Americana           | 7          | 2013, 2015, 2019, 2020, 2021, 2022 e 2025      |
| Copa Conmebol                | 1          | 1998                                           |

## Melgar na Copa Libertadores da América

### Resumo
| Clube      | País | Região   | Part | Tít | J  | V  | E | D  | GP | GC | Pts |
| ---------- | ---- | -------- | ---- | --- | -- | -- | - | -- | -- | -- | --- |
| FBC Melgar | Peru | Arequipa | 6    | 0   | 36 | 10 | 3 | 23 | 29 | 60 | 33  |

### Partidas disputadas
| Jogo | Data                      | Fase           | Mandante            | Placar | Visitante           |
| ---- | ------------------------- | -------------- | ------------------- | ------ | ------------------- |
| 1    | Copa Libertadores de 1982 | Fase de grupos | Melgar              | 2-1    | Deportivo Municipal |
| 2    | Copa Libertadores de 1982 | Fase de grupos | Melgar              | 0-3    | Olimpia             |
| 3    | Copa Libertadores de 1982 | Fase de grupos | Melgar              | 3-2    | Sol de América      |
| 4    | Copa Libertadores de 1982 | Fase de grupos | Deportivo Municipal | 0-2    | Melgar              |
| 5    | Copa Libertadores de 1982 | Fase de grupos | Sol de América      | 0-2    | Melgar              |
| 6    | Copa Libertadores de 1982 | Fase de grupos | Olimpia             | 4-0    | Melgar              |
| 7    | Copa Libertadores de 1984 | Fase de grupos | Sporting Cristal    | 3-2    | Melgar              |
| 8    | Copa Libertadores de 1984 | Fase de grupos | ULA Mérida          | 1-0    | Melgar              |
| 9    | Copa Libertadores de 1984 | Fase de grupos | Portuguesa          | 4-0    | Melgar              |
| 10   | Copa Libertadores de 1984 | Fase de grupos | Melgar              | 2-0    | Sporting Cristal    |
| 11   | Copa Libertadores de 1984 | Fase de grupos | Melgar              | 0-1    | ULA Mérida          |
| 12   | Copa Libertadores de 1984 | Fase de grupos | Melgar              | 1-2    | Portuguesa          |
| 13   | Copa Libertadores de 2016 | Fase de grupos | Melgar              | 1-2    | Atlético Mineiro    |
| 14   | Copa Libertadores de 2016 | Fase de grupos | Colo-Colo           | 1-0    | Melgar              |
| 15   | Copa Libertadores de 2016 | Fase de grupos | Melgar              | 0-1    | IDV                 |
| 16   | Copa Libertadores de 2016 | Fase de grupos | IDV                 | 2-0    | Melgar              |
| 17   | Copa Libertadores de 2016 | Fase de grupos | Melgar              | 1-2    | Colo-Colo           |
| 18   | Copa Libertadores de 2016 | Fase de grupos | Atlético Mineiro    | 4-0    | Melgar              |
| 19   | Copa Libertadores de 2017 | Fase de grupos | Melgar              | 1-0    | Emelec              |
| 20   | Copa Libertadores de 2017 | Fase de grupos | River Plate         | 4-2    | Melgar              |
| 21   | Copa Libertadores de 2017 | Fase de grupos | DIM                 | 2-0    | Melgar              |
| 22   | Copa Libertadores de 2017 | Fase de grupos | Melgar              | 1-2    | DIM                 |
| 23   | Copa Libertadores de 2017 | Fase de grupos | Melgar              | 2-3    | River Plate         |
| 24   | Copa Libertadores de 2017 | Fase de grupos | Emelec              | 3-0    | Melgar              |
| 25   | Copa Libertadores de 2018 | Segunda Fase   | Santiago Wanderers  | 1-1    | Melgar              |
| 26   | Copa Libertadores de 2018 | Segunda Fase   | Melgar              | 0-1    | Santiago Wanderers  |